# Níhov
Níhov (en allemand : Nihow) est une commune du district de Brno-Campagne, dans la région de Moravie-du-Sud, en République tchèque. Sa population s'élevait à 239 habitants en 2020.

## Géographie
Níhov se trouve à 7 km au nord-nord-ouest de Velká Bíteš, à 31 km au nord-ouest de Brno et à 155 km au sud-est de Prague.
La commune est limitée par Rojetín au nord, par Lubné et Katov à l'est, par Březské au sud et au sud-ouest, par Březí à l'ouest, et par Borovník à l'ouest.

## Histoire
La première mention écrite de la localité date de 1349.